# Liste der Rebsorten in Italien
Die Liste der Rebsorten in Italien ist aufgrund der sehr langen Geschichte des Weinbaus in Italien sehr umfangreich. Trotz dramatischer Veränderungen durch Rebkrankheiten (z. B. Mehltau) und Schädlingen (z. B. Reblaus) sind immer noch ca. 1000 Rebsorten registriert. Immerhin 400 Sorten sind im Regelwerk der DOC zugelassen oder empfohlen. Die in Italien wichtigsten Rebsorten sind die Barbera, Malvasia, Montepulciano, Nebbiolo, Sangiovese sowie die Sorte Trebbiano. Daneben werden selbstverständlich fast alle international bekannten Rebsorten wie Chardonnay, Merlot etc. angebaut. Die in einer DOC zugelassenen Rebsorten werden in den einzelnen Artikeln beschrieben.

## Rotweinsorten
| - Abbuoto (Latium) - Abrusco (Toskana) - Aglianico (Basilikata, Kampanien, Apulien, Molise) - Albaranzeuli Nero (Sardinien) - Albarossa (Piemont) - Aleatico (Toskana, Latium, Apulien, Kampanien) - Alicante (Toskana) - Alicante Bouschet - Ancellotta (Emilia-Romagna, Lombardei) - Avana (Piemont) - Avarengo (Piemont) - Barbarossa (Emilia-Romagna, Piemont) - Barbera (Piemont) - Barbera Sarda (Sardinien) - Barsaglina (Toskana) - Bombino Nero (Apulien) - Bonamico (Toskana) - Bonarda (Piemont) - Bonarda di Gattinara (Piemont) - Bonda (Aostatal) - Bovale Grande (Sardinien, Molise) - Bovale Sardo (Sardinien, Molise) - Bracciola Nera (Toskana) - Brachetto (Piemont) - Bric (Neuzüchtung von Dalmasso) - Cabernet Franc (Lombardei, Latium, Friaul-Julisch Venetien, Südtirol, Trentino, Venetien) - Cabernet Sauvignon in allen Regionen - Caddiu (Sardinien) - Cagnulari (Sardinien) - Calabrese (Sizilien) - Caloria (Toskana) - Canaiolo nero (Toskana) - Canina Nera (Toskana) - Caricagiola (Sardinien) - Cannonau (Sardinien, Venetien) - Carignano (Sardinien, Toskana, Marken, Latium) - Carménère in allen Regionen - Castiglione (Kalabrien) - Catanese Nero (Sizilien) - Cesanese Comune (Latium, Kampanien) - Cesanese d’Affile (Latium) - Chatus - Ciliegiolo in allen Regionen - Cjanorie (Friaul-Julisch Venetien) - Colombana Nera (Toskana) - Colorino (Toskana) - Corinto Nero (Sizilien) - Cornalin d’Aoste (Aostatal) - Cornarea Neuzüchtung von Dalmasso - Cordenossa (Friaul-Julisch Venetien) - Corvina Veronese (Venetien) - Corvinone Veronese (Venetien) - Croatina (Emilia-Romagna, Lombardei, Piemont) - Crovassa (Aostatal) - Dindarella (Venetien) - Diolinoir - Dolcetto (Piemont) - Doux d’Henry (Piemont) - Durasa (Piemont) - Enantio (Südtirol-Trentino) - Ervi Neuzüchtung von Fragoni - Fertilia Neuzüchtung - Foglia Tonda (Toskana) - Forgiarin (Friaul-Julisch Venetien) - Fortana (Emilia-Romagna, Lombardei) - Franconia (Friaul-Julisch Venetien) - Frappato (Sizilien) - Freisa (Piemont) - Fumin (Aostatal) - Gaglioppo (Kalabrien) - Gamay (Aostatal, Toskana, Umbrien) - Gamay in allen Regionen - Girò (Sardinien) - Grechetto Rosso (Umbrien) - Greco Nero (Kalabrien, Kampanien, Sizilien, Sardinien) - Grenache (Toskana, Kampanien, Kalabrien, Sizilien) - Grignolino (Piemont) - Groppello di Mocasina (Lombardei) - Groppello di Santo Stefano (Lombardei) - Groppello Gentile (Lombardei) - Grosso Nero (Sizilien) - Guarnaccia (Kampanien) - Incrocio Manzoni 2.15 (Venetien) - Incrocio Terzi N. 1 (Lombardei) | - Lacrima (Marken) - Lagrein (Südtirol) - Lambrusca di Alessandria (Emilia-Romagna) - Lambrusco di Sorbara (Emilia-Romagna) - Lambrusco Grasparossa (Emilia-Romagna) - Lambrusco Maestri (Emilia-Romagna) - Lambrusco Marani (Lombardei, Emilia-Romagna) - Lambrusco Montericco (Emilia-Romagna) - Lambrusco Oliva (Emilia-Romagna, Lombardei) - Lambrusco Salamino (Emilia-Romagna) - Lambrusco Viadanese (Lombardei, Emilia-Romagna) - Magliocco Canino (Kalabrien) - Magliocco Dolce (Kalabrien) - Maiolica (Abruzzen, Marken) - Malbec in allen Regionen - Malbo Gentile (Emilia-Romagna) - Malvasia di Casorzo (Piemont) - Malvasia di Schierano (Piemont) - Malvasia Nera (Südtirol-Trentino, Sardinien, Toskana) - Malvasia Nera di Basilicata (Basilikata) - Malvasia Nera di Brindisi (Apulien) - Malvasia Nera di Lecce (Apulien) - Marsigliana Nera (Kalabrien) - Mammolo (Toskana) - Marzemino (Trentino, Lombardei, Venetien) - Mayolet (Aostatal) - Mazzese (Toskana) - Merlot in allen Regionen - Molinara (Venetien) - Monica Nera (Sardinien) - Montepulciano (Abruzzen, Marken) - Moscato di Scanzo (Lombardei) - Moscato Rosa (Südtirol-Trentino, Friaul-Julisch Venetien) - Nebbiolo (Piemont, Lombardei, Aostatal) - Negrara (Südtirol-Trentino, Venetien) - Negroamaro (Apulien) - Nerello Cappuccio (Kalabrien, Sizilien) - Nerello Mascalese (Kalabrien, Sizilien) - Nero d’Avola (Sizilien) - Neyret (Aostatal, Piemont) - Nocera (Kalabrien, Sizilien) - Notardomenico (Apulien) - Oseleta (Venetien) - Ottavianello (Apulien) - Pascale (Sardinien) - Pelaverga (Piemont) - Perricone (Sizilien) - Petit-Rouge (Aostatal) - Piedirosso (Kampanien) - Piculti Neri (Friaul-Julisch Venetien) - Pinot Nero in allen Regionen - Pignolo (Friaul-Julisch Venetien) - Pollera Nera (Ligurien, Toskana) - Prëmetta (Aostatal) - Primitivo (Apulien) - Prunesta (Kalabrien) - Quagliano (Piemont) - Raboso Piave (Emilia-Romagna, Friaul-Julisch Venetien) - Raboso Veronese (Venetien, Emilia-Romagna) - Refosco (Friaul-Julisch Venetien) - Rondinella (Venetien) - Rossese (Ligurien) - Ruchè (Piemont) - Sagrantino (Umbrien) - Sangiovese in allen Regionen - Sciascinoso (Kampanien) - Schiava (Südtirol-Trentino) - Schioppettino (Friaul-Julisch Venetien) - Somarello (Apulien) - Susumaniello (Apulien) - Syrah (Sizilien, Toskana, Latium) - Tazzelenghe (Friaul-Julisch Venetien) - Teroldego (Trentino) - Terrano (Friaul-Julisch Venetien, Emilia-Romagna) - Tocai Rosso (Venetien) - Uva di Troia (Apulien) - Uva Rara (Piemont, Lombardei) - Uvalino (Piemont) - Vermentino nero (Toskana) - Vernaccia Nera (Marken) - Vernatsch (Südtirol-Trentino) - Vespolina (Piemont) - Vien de Nus (Aostatal) |

## Weißweinsorten
| - Albana (Emilia-Romagna) - Albanello Bianco (Sizilien) - Albaranzeuli Bianco (Sardinien) - Albarola (Ligurien, Sizilien, Toskana) - Alionza (Emilia-Romagna) - Ansonica (= Inzolia, Sizilien, Toskana) - Arneis (Piemont) - Arvesiniadu (Sardinien) - Asprinio Bianco (Kampanien) - Bariadorgia (Sardinien) - Barbera Bianca (Piemont) - Bellone (Latium) - Bervedino (Emilia-Romagna) - Biancame (Emilia-Romagna, Marken) - Bianchetta Genovese (Ligurien) - Bianchetta Trevigiana (Südtirol-Trentino, Venetien) - Bianco d’Alessano (Apulien) - Biancolella (Kampanien) - Biancone di Portoferraio (Toskana) - Bombino Bianco (Abruzzen, Apulien, Emilia-Romagna, Latium, Marken) - Bosco (Ligurien) - Bussanello (Neuzüchtung von Dalmasso) - Canaiolo Bianco (Umbrien, Toscana) - Carica l’Asino (Piemont, Ligurien) - Carricante (Sizilien) - Catalanesca bianca - Catarratto Bianco comune (Sizilien) - Catarratto Bianco lucido (Sizilien) - Chardonnay in allen Regionen - Cividin (Friaul-Julisch Venetien) - Clairette Blanche - Cococciola (Abruzzen, Apulien) - Coda di Volpe (Kampanien) - Cortese (Piemont, Ligurien, Venetien) - Cové Neuzüchtung von Dalmasso - Damaschino (Sizilien) - Durella (Venetien) - Erbaluce (Piemont) - Falanghina (Kampanien) - Favorita (Piemont) - Fiano (Kampanien, Apulien) - Flavis (Venetien) - Forastera (Kampanien, Sardinien) - Francavilla (Apulien) - Frühroter Veltliner (Südtirol) - Fubiano Neuzüchtung von Dalmasso - Garganega (Venetien, Lombardei, Umbrien, Sizilien) - Ginestra (Kampanien) - Glera (Venetien) - Grecanico Dorato (Sizilien) - Grechetto (Umbrien, Latium, Toscana) - Greco Bianco (Kampanien, Kalabrien, Latium) - Greco Bianco di Novara (Piemont) - Grillo (Sizilien) - Groppello Bianco (Venetien) - Grüner Veltliner (Südtirol) - Guardavalle (Kalabrien) - Guarnaccia Bianca (Kampanien, Kalabrien) - Impigno (Apulien) - Invernega (Lombardei) - Inzolia (Sizilien) - Italica (Neuzüchtung von Dalmasso) - Livornese Bianca (Toskana) - Lumassina (Ligurien) - Kerner (Südtirol) - Maceratino (Marken) - Malvasia Bianca di Basilicata (Basilikata) - Malvasia Bianca di Candia (Latium) - Malvasia Bianca Lunga (Toskana, Latium, Umbrien, Apulien, Sizilien) - Malvasia del Lazio (Latium) - Malvasia di Candia Aromatica (Emilia-Romagna) - Malvasia di Sardegna (Sardinien) - Malvasia Istriana (Friaul-Julisch Venetien, Venetien, Sardinien) - Mantonico bianco (Kalabrien, Sizilien) | - Manzoni Bianco (Südtirol-Trentino, Venetien) - Marsanne - Minnella Bianca (Sizilien) - Montonico Bianco (Abruzzen, Marken) - Montù (Emilia-Romagna) - Moscatellone Bianco (Kampanien) - Moscatello Selvatico (Apulien) - Moscato bianco in allen Regionen - Moscato Giallo (Venetien, Südtirol-Trentino, Friaul-Julisch Venetien, Sizilien, Sardinien) - Mostosa (Emilia-Romagna) - Müller-Thurgau (Südtirol-Trentino, Friaul, Venetien, Basilikata) - Nascetta (Piemont) - Nasco (Sardinien) - Nosiola (Trentino, Venetien) - Nuragus (Sardinien) - Ortrugo (Emilia-Romagna) - Pagadebito (Abruzzen, Apulien, Emilia-Romagna, Latium, Marken) - Pampanuto (Apulien) - Passerina (Abruzzen, Marken, Umbrien, Latium) - Pecorello (Kalabrien) - Pecorino (Abruzzen, Umbrien, Marken, Latium) - Perera (Venetien) - Petite Arvine (Aostatal) - Picolit Bianco (Friaul-Julisch Venetien) - Pigato (Ligurien) - Pinella (Friaul) - Pinello (Venetien) - Pinot bianco (Friaul-Julisch Venetien, Venetien, Südtirol-Trentino, Toskana, Umbrien, Lombardei, Abruzzen) - Pinot grigio (Friaul-Julisch Venetien, Venetien, Südtirol-Trentino, Toskana, Umbrien, Lombardei, Aostatal, Abruzzen) - Prié Blanc (Aostatal) - Procanico (Umbrien) - Prosecco (Venetien) - Retagliado bianco (Sardinien) - Ribolla Gialla (Friaul-Julisch Venetien) - Riesling Renano (Südtirol, Friaul-Julisch Venetien, Lombardei, Piemont, Abruzzen) - Riesling italico (Friaul-Julisch Venetien, Venetien, Südtirol-Trentino, Lombardei, Emilia-Romagna, Umbrien, Abruzzen) - Rollo (Ligurien) - Roscetto (Latium) - Rossese Bianco (Ligurien) - Saorin (Venetien) - Sauvignon Blanc in allen Regionen - Sauvignonasse (Friaul-Julisch Venetien, Venetien) - Sciaglin (Friaul-Julisch Venetien) - Semidano (Sardinien) - Silvaner (Südtirol, Abruzzen) - Timorasso (Piemont) - Tocai Friulano (Friaul-Julisch Venetien, Venetien) - Torbato (Sardinien) - Traminer aromatico (Südtirol, Trentino, Friaul-Julisch Venetien, Basilikata) - Trebbiano di Soave (Venetien, Lombardei) - Trebbiano d’Abruzzo (Abruzzen, Apulien, Emilia-Romagna, Latium, Marken) - Trebbiano Giallo (Latium) - Trebbiano Romagnolo (Emilia-Romagna) - Trebbiano Spoletino (Umbrien) - Trebbiano Toscano (Toskana, Latium, Umbrien) - Ucelùt (Friaul-Julisch Venetien) - Veltliner (Abruzzen) - Verdeca (Apulien) - Verdello (Umbrien) - Verdicchio bianco (Marken) - Verdiso (Venetien) - Verduzzo Friulano (Venetien, Friaul-Julisch Venetien, Sardinien) - Verduzzo Trevigiano (Venetien, Friaul-Julisch Venetien) - Vermentino (Ligurien, Sardinien, Toskana) - Vernaccia (Toskana, Sardinien) - Vernaccia di San Gimignano, Toskana - Vespaiola (Venetien) - Viognier (Toskana) - Vitovska (Friaul-Julisch Venetien) - Zibibbo (Sizilien) |